# Chris Sagramola
Chris Sagramola (25 febbraio 1988) è un ex calciatore lussemburghese, di ruolo attaccante.

## Carriera

### Club
Ha giocato nella massima serie lussemburghese con varie squadre.

### Nazionale
Dal 2005 al 2008 ha giocato 9 partite con la Nazionale lussemburghese.